# Liste der Biografien/Hama
Liste der Biografien |
Portal Biografien |
Personensuche
# |
A |
B |
C |
D |
E |
F |
G |
H |
I |
J |
K |
L |
M |
N |
O |
P |
Q |
R |
S |
T |
U |
V |
W |
X |
Y |
Z |
?
 
Ha |
Hd |
He |
Hi |
Hj |
Hk |
Hl |
Hm |
Hn |
Ho |
Hr |
Hs |
Ht |
Hu |
Hv |
Hw |
Hy
 
Haa |
Hab |
Hac |
Had |
Hae–Haf |
Hag |
Hah |
Hai |
Haj |
Hak |
Hal |
Ham |
Han |
Hao |
Hap |
Haq |
Har |
Has |
Hat |
Hau |
Hav |
Haw |
Hax |
Hay |
Haz
 
Hama |
Hamb |
Hamd |
Hame |
Hamf |
Hamh |
Hami |
Hamk |
Haml |
Hamm |
Hamn |
Hamo |
Hamp |
Hamr |
Hams |
Hamu |
Hamv |
Hamw |
Hamy |
Hamz
Die Liste der Biografien führt alle Personen auf, die in der deutschsprachigen Wikipedia einen Artikel haben. Dieses ist eine Teilliste mit 233 Einträgen von Personen, deren Namen mit den Buchstaben „Hama“ beginnt.

## Hama
- Hama Beïdi, Boubacar (* 1951), nigrischer Pädagoge, Autor und Politiker
- Hama Dschan, Safia (1941–2006), afghanische Frauenrechtlerin
- Hama Higa (1663–1738), okinawaischer Kampfkunstexperte
- Háma, Aleš (* 1973), tschechischer Schauspieler, Sänger, Gitarrist und Moderator
- Hama, Boubou (1906–1982), nigrischer Politiker und Intellektueller
- Hama, Fumie (* 1939), japanische Eisschnellläuferin
- Hama, Larry (* 1949), US-amerikanischer Comicautor und -zeichner
- Hama, Mie (* 1943), japanische Schauspielerin
- Hama, Mitsuo (1933–2011), japanischer Jugendbuchautor
- Hama, Takumi (* 1996), japanischer Fußballspieler

### Hamaa
- Hamaambo, Dimo (1932–2002), namibischer Militär

### Hamac
- Hamáček, Jan (* 1978), tschechischer Politiker, Vorsitzender der Abgeordnetenkammer
- Hamache, Ilyes (* 2003), französischer Fußballspieler
- Hamacher Bellacoola, Ingo (* 1957), deutscher Fotograf, Filmregisseur und -produzent
- Hamacher, Alfred (1862–1935), deutscher Porträtmaler der Düsseldorfer Schule
- Hamacher, Anno (* 1967), deutscher Jurist, Richter am Bundesarbeitsgericht
- Hamacher, Cordula, deutsche Jazzmusikerin (Saxophon, Flöte, Komposition)
- Hamacher, Franz-Josef (1935–1996), deutscher Politiker (CDU), MdL Rheinland-Pfalz
- Hamacher, Gottfried (1916–2006), deutscher Widerstandskämpfer gegen den Nationalsozialismus im Nationalkomitee Freies Deutschland
- Hamacher, Hans W. (1920–2000), deutscher Schauspieler und Synchronsprecher
- Hamacher, Hans Werner (1924–2011), deutscher Polizist, Direktor im Landeskriminalamt Nordrhein-Westfalen
- Hamacher, Heinrich (1899–1974), deutscher Politiker (SPD), MdB
- Hamacher, Horst W. (* 1951), deutscher Wirtschaftsmathematiker
- Hamacher, Karl Anton (1771–1810), deutscher Jurist, Rechtswissenschaftler und Privatdozent
- Hamacher, Sieglinde (1936–2020), deutsche Filmemacherin
- Hamacher, Silke (* 1968), deutsche Triathletin und Duathletin
- Hamacher, Theodor (1825–1865), deutscher Historien- und Porträtmaler der Düsseldorfer Schule
- Hamacher, Thomas (* 1964), deutscher Physiker
- Hamacher, Werner (1948–2017), deutscher Literaturtheoretiker, -kritiker und Philosoph
- Hamacher, Wilhelm (1883–1951), deutscher Politiker (Zentrum), MdL, MdB
- Hamacher, Wilhelm W. (1930–2004), deutscher Heimatforscher
- Hamacher, Will (1917–1974), deutscher Filmemacher
- Hamacher, Willy (1865–1909), deutscher Landschafts- und Marinemaler

### Hamad
- Hamad 45 (* 1990), libanesisch-deutscher Rapper
- Hamad ibn Said († 1792), Sayyid von Maskat (1784–1792)
- Hamad ibn Thuwaini ibn Said (1857–1896), Sultan von Sansibar
- Hamad, Dahlan Jumaan al- (* 1957), katarischer Sportfunktionär
- Hamad, Ghazi (* 1964), hochrangiges Hamas-MitgliedGhazi Hamad (* 1964)

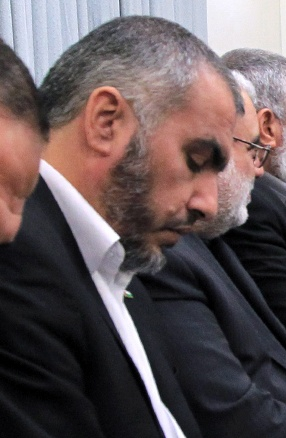
Ghazi Hamad (* 1964)

- Hamad, Jiloan (* 1990), schwedischer Fußballspieler
- Hamada Kōsaku (1881–1938), japanischer Archäologe
- Hamada, Chiho (* 1992), japanische Ringerin
- Hamāda, Fārūq (* 1950), syrischer Gelehrter des Islam
- Hamada, Fouad (* 1996), algerischer Leichtathlet
- Hamada, Hikozō (1837–1897), japanischer Dolmetscher und Unternehmer
- Hamada, Hirosuke (1893–1973), japanischer Kinderbuchautor
- Hamada, Katsuhiro (* 1991), japanischer Fußballspieler
- Hamada, Kazuyuki (* 1953), japanischer Politiker
- Hamada, Keizō (* 1952), japanischer Politiker
- Hamada, Masatoshi (* 1963), japanischer Comedian
- Hamada, Mayu (* 1994), japanische Taekwondoin
- Hamada, Mido (* 1971), deutsch-ägyptischer Schauspieler
- Hamada, Miho, japanische Tischtennisspielerin
- Hamada, Mizuki (* 1990), japanischer Fußballspieler
- Hamada, Osama (* 1979), libyscher Politiker
- Hamada, Shōji (1894–1978), japanischer Töpfer und Kunstkeramiker
- Hamada, Shōko, japanische Fußballspielerin
- Hamada, Shori (* 1990), japanische Judoka
- Hamada, Takeshi (* 1982), japanischer Fußballspieler
- Hamada, Taro (* 2000), japanischer Fußballspieler
- Hamada, Tsuyoshi (* 1960), japanischer Boxer
- Hamada, Yahyōe, japanischer Händler
- Hamada, Yasukazu (* 1955), japanischer Politiker
- Hamadani, Roswitha (* 1944), österreichische Schriftstellerin
- Hamadani, Sayyid Ali (1314–1384), islamischer Mystiker und Mitglied der Tariqa Kubrawiyya (Kubrawiyya-Derwisch-Orden)
- Hamadani, Yusuf († 1140), Sufi in Zentralasien
- Hamade, David A. (* 1978), deutscher Schauspieler
- Hamade, Farid (1925–1999), libanesischer Politiker, Scheich, Menschenrechtsaktivist in Frankreich
- Hamadeh, Abe (* 1991), US-amerikanischer Politiker
- Hamadeh, Marwan (* 1939), libanesischer Politiker
- Hamadi, Abderahmane (* 1984), algerischer Leichtathlet
- Hamadi, Ayoub al- (* 1970), jemenitischer Hochschullehrer, Professor für Neuro-Informationstechnik
- Hamadi, Dieudo (* 1984), kongolesischer Filmregisseur
- Hamadi, Fadane (* 1992), komorischer Hürdenläufer
- Hamadi, Mohammed Ali (1964–2010), libanesischer Terrorist der HisbollahMohammed Ali Hamadi (1964–2010)

Mohammed Ali Hamadi (1964–2010)

- Hamadou, Barkat Gourad (1930–2018), dschibutischer Politiker
- Hamadouche, Maïva (* 1989), französische Boxerin
- Hamady, Maty Mint (* 1967), mauretanische Wirtschaftswissenschaftlerin und Politikerin (Union pour la République)

### Hamag
- Hamaguchi, Hiroshi (* 1976), japanischer Unternehmer und Automobilrennfahrer
- Hamaguchi, Kyōko (* 1978), japanische Ringerin
- Hamaguchi, Miho (1915–1988), japanische Architektin
- Hamaguchi, Osachi (1870–1931), 27. Premierminister von Japan
- Hamaguchi, Paul Sueo (1948–2020), japanischer Geistlicher und römisch-katholischer Bischof
- Hamaguchi, Ryūsuke (* 1978), japanischer Filmregisseur und DrehbuchautorRyūsuke Hamaguchi (* 1978)

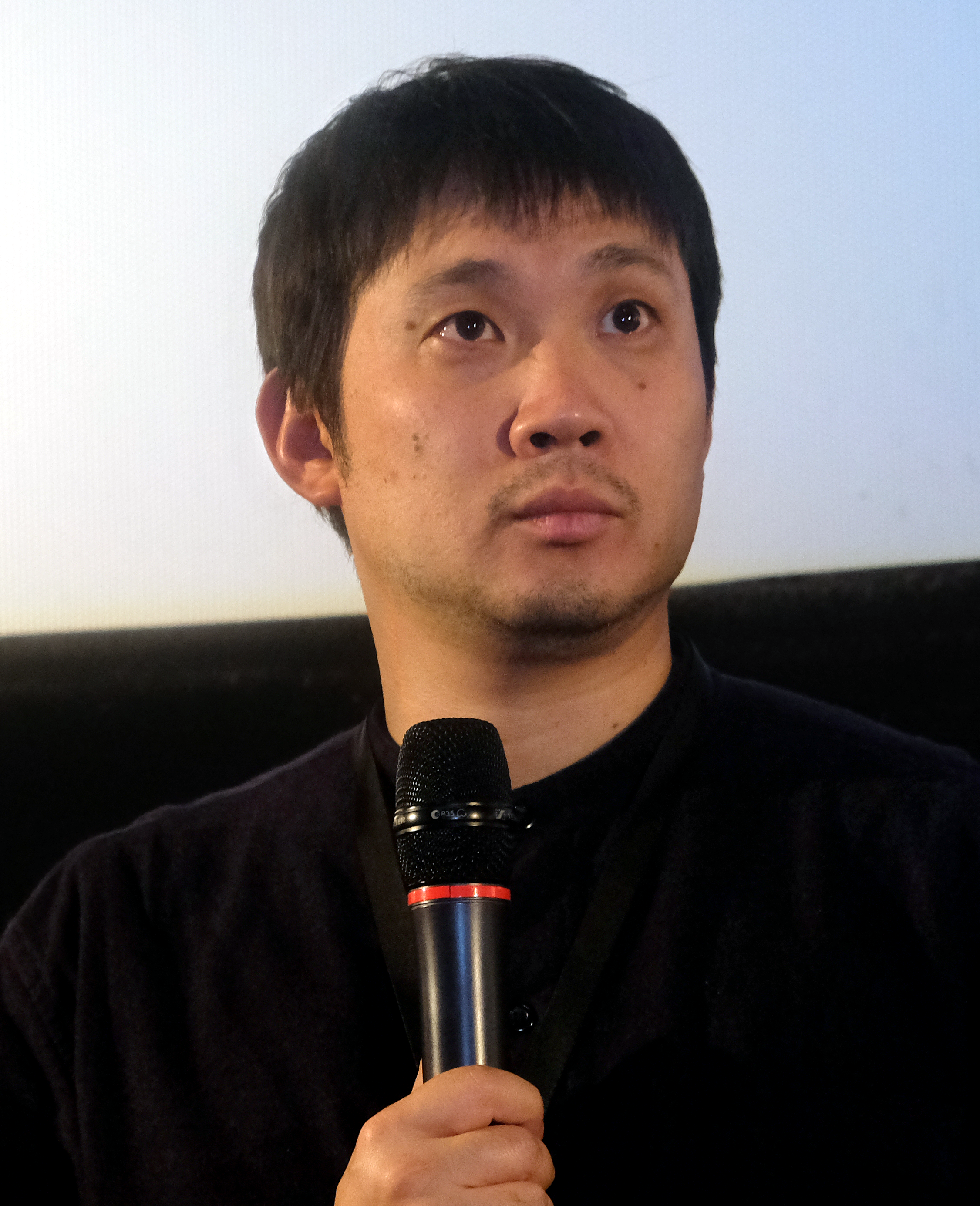
Ryūsuke Hamaguchi (* 1978)

- Hamaguchi, Sōta (* 1999), japanischer Fußballspieler
- Hamaguchi, Yōzō (1909–2000), japanischer Maler

### Hamah
- Hamahang, Abdul Ahmad (1936–2012), afghanischer Sänger
- Hamahang, Sultan Ahmad (* 1967), afghanischer Musiker

### Hamai
- Hamaidi, Ibrahim al (* 1985), saudischer Hürdenläufer

### Hamak
- Hamaker, Hendrik Arent (1789–1835), niederländischer Assyriologe, Orientalist und Arabischer Philologe
- Hamaker, Hendrik Jacobus (1844–1911), niederländischer Rechtswissenschaftler

### Hamal
- Hamal, Jean-Noël (1709–1778), wallonischer Komponist
- Hamalainen, Brian (* 1989), dänischer Fußballspieler
- Hämäläinen, Eduard (* 1969), belarussischer, später finnischer Zehnkämpfer
- Hämäläinen, Erik (* 1965), finnischer Eishockeyspieler
- Hämäläinen, Inka (* 2005), finnische Biathletin
- Hämäläinen, Kalevi (1932–2005), finnischer Skilangläufer
- Hämäläinen, Karo (* 1976), finnischer Schriftsteller
- Hämäläinen, Kasper (* 1986), finnischer Fußballspieler
- Hämäläinen, Mika (* 1967), finnischer Radrennfahrer
- Hämäläinen, Nicholas (* 1997), US-amerikanisch-finnischer Fußballspieler
- Hämäläinen, Pentti (1929–1984), finnischer Boxer
- Hämäläinen, Pirkko (* 1959), finnische Schauspielerin
- Hämäläinen, Pirkko (* 1961), finnische Diplomatin

### Hamam
- Hamama, Faten (1931–2015), ägyptische Film- und FernsehschauspielerinFaten Hamama (1931–2015)

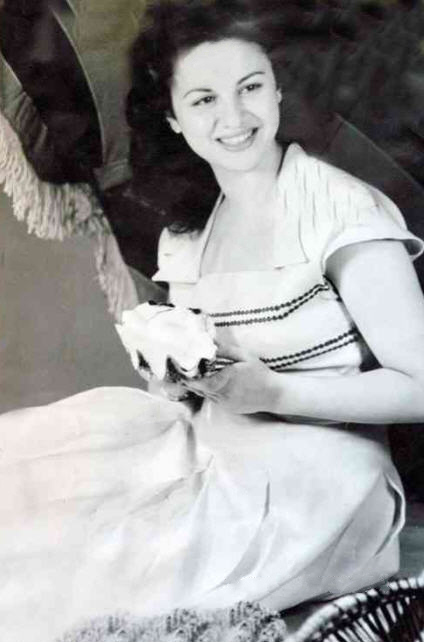
Faten Hamama (1931–2015)

- Hamamatsu, Yoshie (1932–2022), japanische Leichtathletin
- Hamamcı, Hüseyin (* 1951), türkischer Fußballspieler und -trainer
- Hamamcıoğlu, Garo (* 1945), türkischer Fußballspieler
- Hamamdžić, Muhidin (* 1936), bosnischer Veterinärwissenschaftler, Bürgermeister von Sarajevo
- Hamamoto, Yui (* 1998), japanische Tischtennisspielerin

### Haman
- Haman Adama (1950–2024), kamerunische Politikerin
- Haman, Walter, US-amerikanischer Cellist
- Hamana, Mao (* 2000), japanischer Fußballspieler
- Hamanaka, Yasuo (* 1950), japanischer Kupferhändler
- Hamani, Abdou (* 1942), nigrischer Sprachwissenschaftler und Politiker
- Hamani, Ahmed Mohamed Ag (* 1942), malischer Premierminister
- Hamani, Djibo (* 1943), nigrischer Historiker
- Hamani, Loucif (1950–2021), algerischer Boxer
- Hamann, Alfred (1882–1947), deutscher Politiker (KPD), MdR
- Hamann, André (* 1987), deutsches MännermodelAndré Hamann (* 1987)

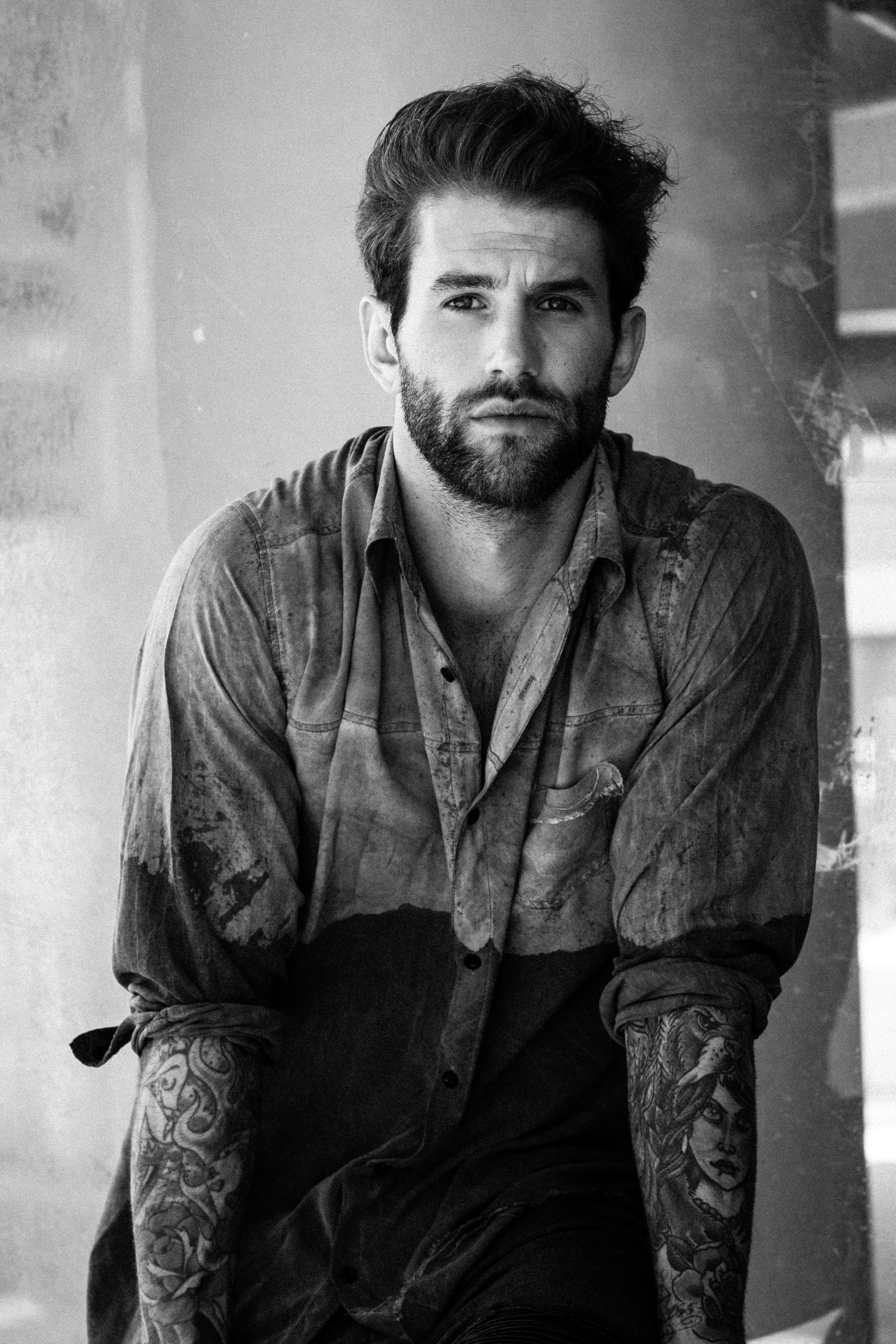
André Hamann (* 1987)

- Hamann, Andreas (1884–1955), deutscher Architekt und kommunaler Baubeamter
- Hamann, Andreas (1904–1964), deutscher Rechtswissenschaftler
- Hamann, August, deutscher Fußballspieler
- Hamann, August (1798–1869), deutscher Werkzeugmaschinenbauer und Unternehmer
- Hamann, Bernd-Jürgen (1942–2004), deutscher evangelischer Pfarrer
- Hamann, Bernhard (1909–1968), deutscher Komponist und Violinist
- Hamann, Birgit (* 1969), deutsche Leichtathletin und Olympiateilnehmerin
- Hamann, Brigitte (1940–2016), deutsch-österreichische Historikerin und Autorin
- Hamann, Brigitte (* 1951), deutsche Astrologin, Lebensberaterin und Autorin
- Hamann, Caroline (* 1987), deutsche Fußballspielerin
- Hamann, Christel (1870–1948), deutscher Erfinder von Rechenmaschinen
- Hamann, Christof (* 1966), deutscher Schriftsteller
- Hamann, Christoph (* 1955), deutscher Gesellschaftswissenschaftler
- Hamann, Clint (* 2003), deutscher Basketballspieler
- Hamann, Dietmar (* 1973), deutscher Fußballspieler und -trainerDietmar Hamann (* 1973)

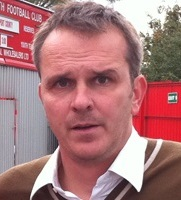
Dietmar Hamann (* 1973)

- Hamann, Donald Robert (* 1939), US-amerikanischer Physiker
- Hamann, Ehrhardt (* 1900), deutscher Arzt und nationalsozialistischer Ärztefunktionär
- Hamann, Elisabeth (1913–2001), deutsche Politikerin (SPD)
- Hamann, Elisabeth Margareta (1853–1931), deutsche Publizistin, Schriftstellerin und Literaturhistorikerin
- Hamann, Erich (1880–1949), deutscher Unternehmer und Chocolatier
- Hamann, Erich (* 1944), deutscher Fußballspieler
- Hamann, Ernst (1862–1952), deutscher Heimatdichter
- Hamann, Evelyn (1942–2007), deutsche Schauspielerin und Synchronsprecherin
- Hamann, Frank (* 1957), deutscher Politiker (SPD), MdL
- Hamann, Franziska (1907–1981), deutsche Malerin und Karikaturistin
- Hamann, Frida-Lovisa (* 1990), deutsche Film- und TheaterschauspielerinFrida-Lovisa Hamann (* 1990)

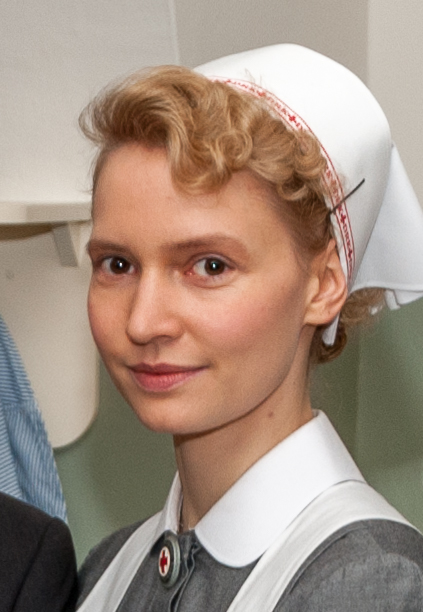
Frida-Lovisa Hamann (* 1990)

- Hamann, Friedrich (1782–1831), deutscher Landwirt und Politiker
- Hamann, Friedrich (1889–1973), deutscher Ingenieur und Manager der Energiewirtschaft
- Hamann, Georg (* 1960), österreichischer Geiger und Bratschist
- Hamann, Gerhard (1935–2000), deutscher Cellist und Hochschullehrer
- Hamann, Gerrit (* 1974), deutscher Synchronsprecher
- Hamann, Götz (* 1969), deutscher Journalist
- Hamann, Günther (1924–1994), österreichischer Historiker
- Hamann, Gustav (1852–1919), deutscher Architekt und mecklenburgischer Baubeamter
- Hamann, Heinrich (1883–1975), deutscher Fotograf
- Hamann, Heinrich (1908–1993), deutscher Polizist und SS-Hauptsturmführer
- Hamann, Helmut (1912–1941), deutscher Leichtathlet
- Hamann, Hilde (1898–1987), deutsche Malerin und Keramikerin
- Hamann, Horst (1955–2018), deutscher Fußballspieler
- Hamann, Horst (* 1958), deutscher Fotograf
- Hamann, Ilene (* 1984), südafrikanisches Model und Schauspielerin
- Hamann, Jan Simon (* 1986), deutscher Langstreckenläufer
- Hamann, Joachim (1913–1945), deutscher Kriegsverbrecher, Täter des Holocaust
- Hamann, Johann (1859–1935), deutscher Fotograf
- Hamann, Johann Georg (1730–1788), deutscher Philosoph und SchriftstellerJohann Georg Hamann (1730–1788)

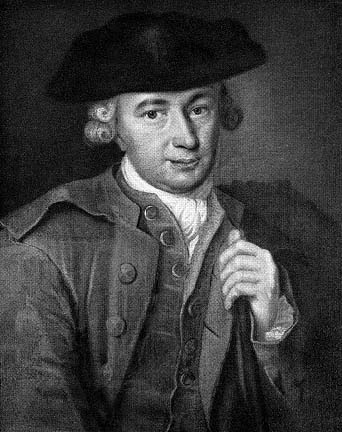
Johann Georg Hamann (1730–1788)

- Hamann, Johann Georg der Ältere (1697–1733), deutscher Librettist und Schriftsteller
- Hamann, Johann Michael (1769–1813), deutscher Lyriker und Pädagoge
- Hamann, Jörg (* 1965), deutscher Politiker (CDU), MdHB
- Hamann, Karl (1903–1973), deutscher Politiker (LDPD), MdV, Handelsminister der DDR, Opfer der Diktatur in der DDR
- Hamann, Karl (1906–1994), deutscher Chemiker
- Hamann, Katharina (* 1988), deutsche Skeletonpilotin
- Hamann, Katrin (* 1988), deutsche Fernsehdarstellerin
- Hamann, Kerstin (* 1966), deutsche Schriftstellerin
- Hamann, Kevin (* 1980), deutscher Gitarrist und SängerKevin Hamann (* 1980)

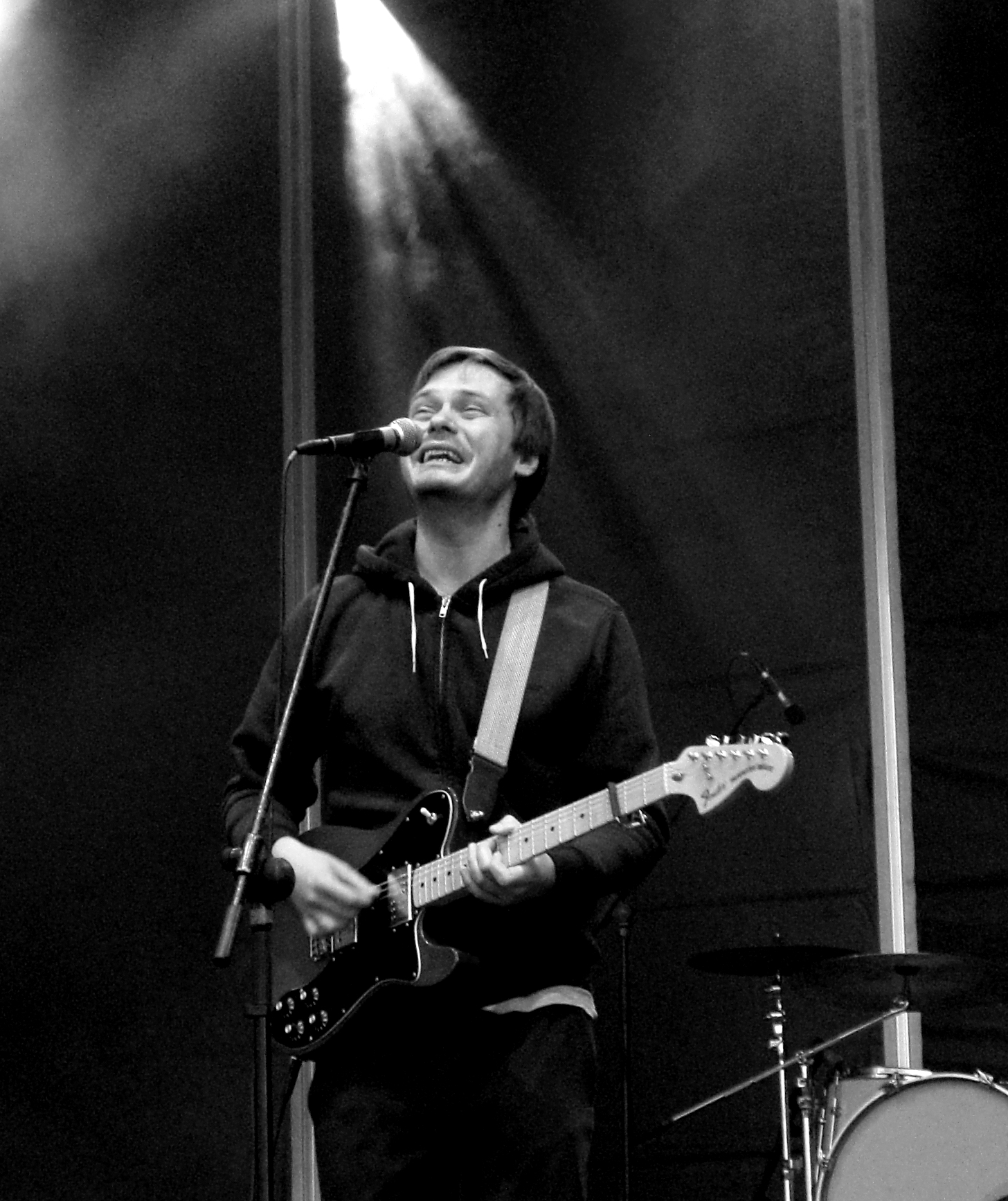
Kevin Hamann (* 1980)

- Hamann, Kriemhild (* 1997), deutsche Schauspielerin
- Hamann, Kurt (1898–1981), deutscher Jurist und Vorstandsvorsitzender
- Hamann, Lars (* 1989), deutscher Speerwerfer
- Hamann, Linus (1903–1985), deutscher Politiker (KPD/SED), Kulturfunktionär
- Hamann, Ludwig (1867–1929), deutscher Schriftsteller, Journalist und Verleger
- Hamann, Ludwig (1892–1961), deutscher Jurist und Regierungspräsident
- Hamann, Manfred (1926–1991), deutscher Historiker, Autor und Herausgeber, Archivar und Leiter des Hauptstaatsarchivs Hannover
- Hamann, Manfred (* 1939), deutscher Politiker (NDPD), MdV
- Hamann, Martin (* 1978), deutscher Eishockeyspieler
- Hamann, Martin (* 1997), deutscher Skispringer
- Hamann, Matthias (* 1967), deutscher Kunsthistoriker und Kulturmanager
- Hamann, Matthias (* 1968), deutscher Fußballspieler
- Hamann, Max (1864–1938), württembergischer Oberamtmann
- Hamann, Monika (* 1948), deutsche Bildhauerin
- Hamann, Monika (* 1954), deutsche Leichtathletin
- Hamann, Oskar (* 1928), deutscher Glasgestalter
- Hamann, Otto (1857–1925), deutscher Zoologe, Bibliothekar und Hochschullehrer
- Hamann, Otto (1882–1948), österreichischer Arzt, Schriftsteller und Volksbildner
- Hamann, Paul (1891–1973), deutsch-britischer Bildhauer, Zeichner und Grafiker
- Hamann, Rainer (* 1964), deutscher Politiker (SPD), MdBB
- Hamann, René (* 1971), deutscher Schriftsteller und Journalist
- Hamann, Richard (1868–1956), deutscher Sanitätsoffizier, Kommandeur der Militärärztlichen Akademie, Generalstabsarzt der Wehrmacht
- Hamann, Richard (1879–1961), deutscher Kunsthistoriker
- Hamann, Rudolf (* 1937), deutscher Soziologe
- Hamann, Sebastian (* 1968), deutscher Violinist, Konzertmeister und Hochschullehrer
- Hamann, Sibylle (* 1966), österreichische Journalistin und BuchautorinSibylle Hamann (* 1966)

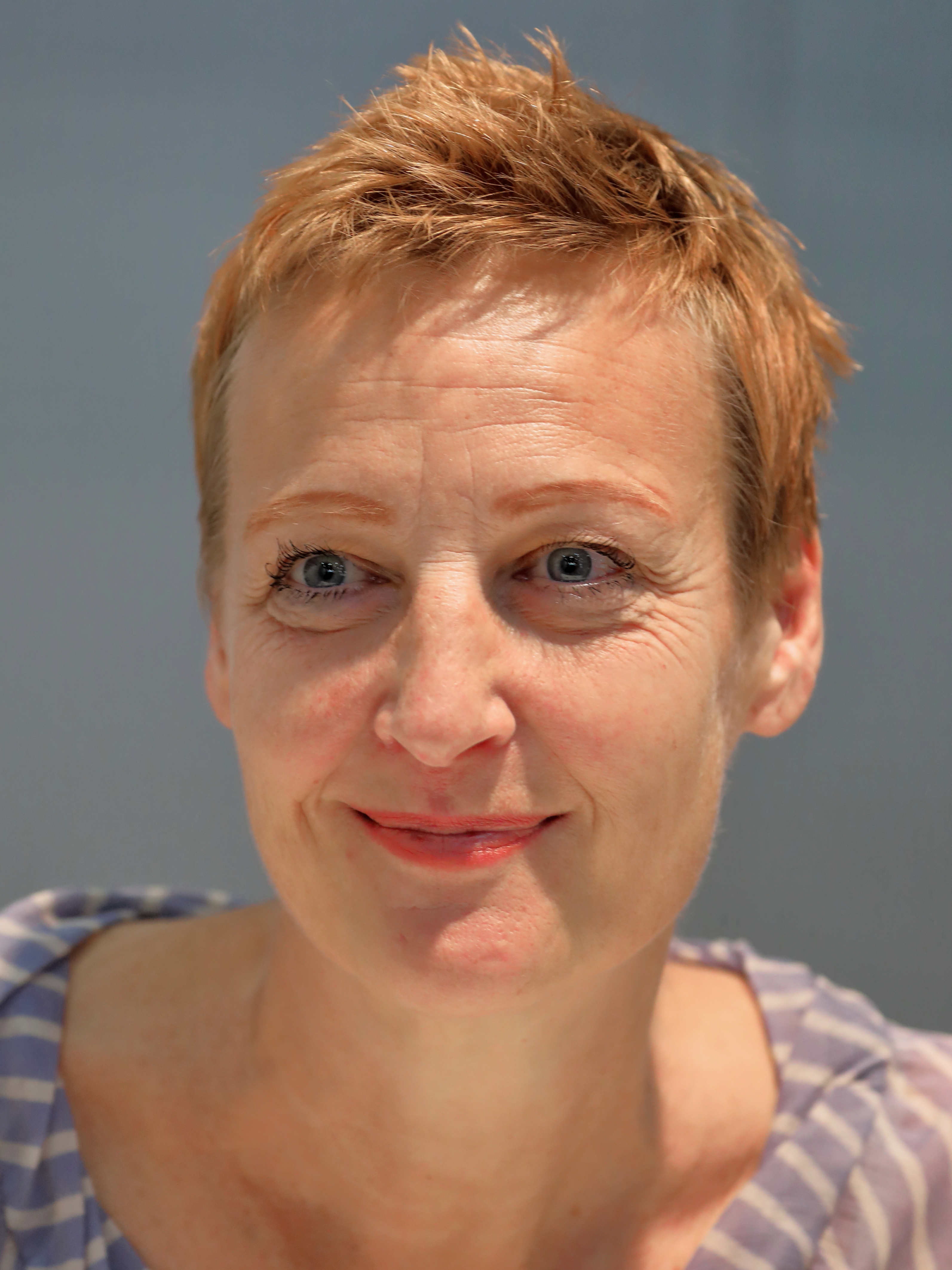
Sibylle Hamann (* 1966)

- Hamann, Steffen (* 1981), deutscher Basketballspieler
- Hamann, Thomas (* 1955), deutscher zeitgenössischer Künstler und Buchautor
- Hamann, Wilhelm, deutscher Fußballspieler
- Hamann-Boeriths, Conny (* 1969), dänische Handballspielerin
- Hamann-Boeriths, René (* 1969), dänischer Handballspieler und -trainer
- Hamann-Hartmann, Thyra (1910–2005), deutsche Textilkünstlerin
- Hamann-Mac Lean, Richard (1908–2000), deutscher Kunsthistoriker
- Hamann-Winkelmann, Caroline (* 1971), deutsche Journalistin und Fernsehmoderatorin
- Hamano, Maika (* 2004), japanische FußballspielerinMaika Hamano (* 2004)

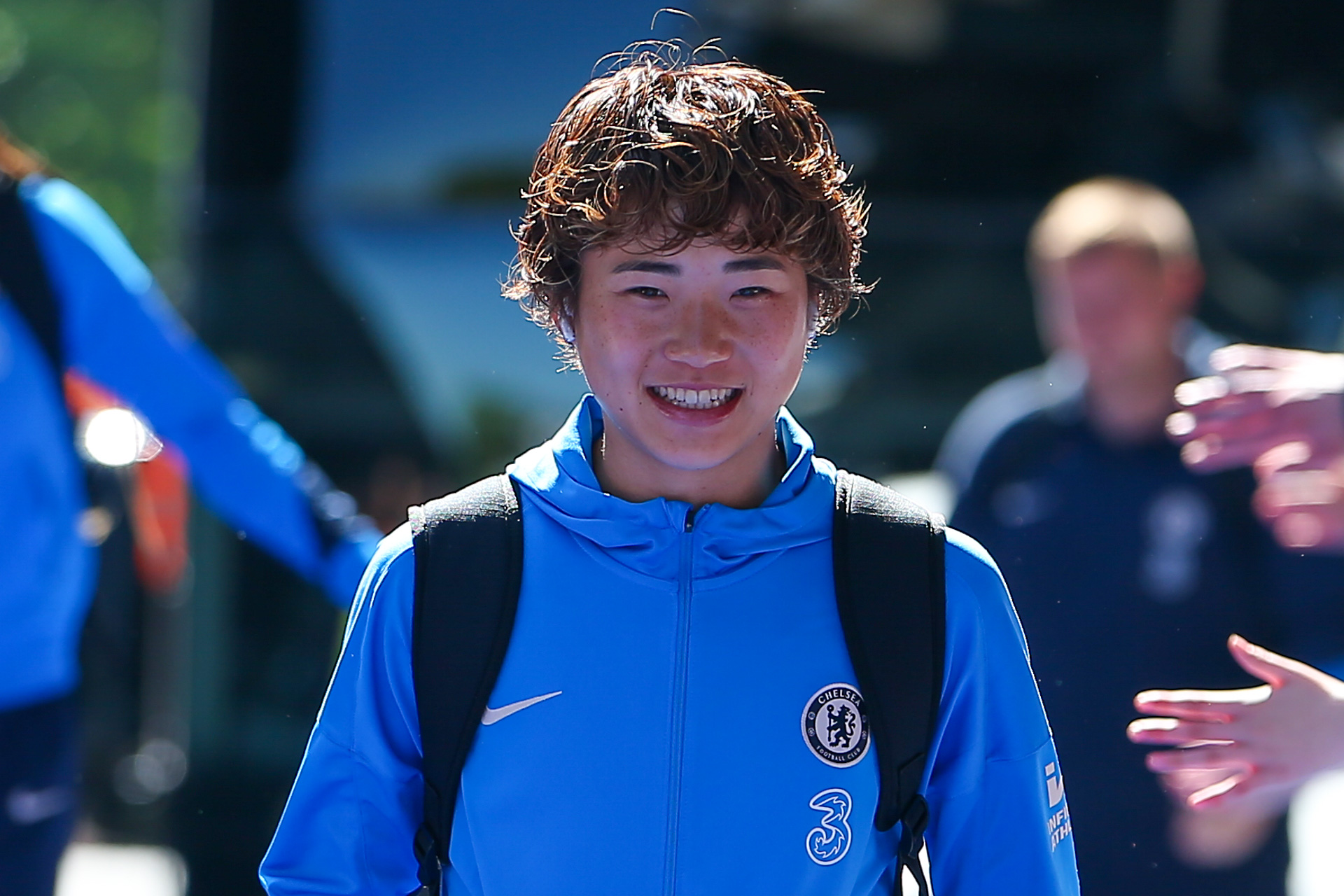
Maika Hamano (* 2004)

- Hamano, Yūki (* 1978), japanischer Fußballspieler

### Hamao
- Hamao, Arata (1849–1925), japanischer Kulturpolitiker
- Hamao, Stephen Fumio (1930–2007), japanischer Geistlicher, römisch-katholischer Bischof von Yokohama und Kardinal
- Hamaoka, Kazuhisa (* 1981), japanischer Fußballspieler

### Hamar
- Hamar, Jon (* 1975), US-amerikanischer Jazzmusiker (Kontrabass)
- Hamara, Bou († 1909), Kalif der Compañía Española de Minas del Rif S.A.
- Hamarat, Galip (* 1984), türkischer Eishockeyspieler
- Hamarat, Tunç (* 1946), österreichischer Schachspieler türkischer Abstammung
- Hamari, Julia (* 1942), ungarische Lied-, Oratorien- und Opernsängerin (Mezzosopran/Alt) und Gesangspädagogin
- Hamarneh, Basema (* 1965), russisch-italienische Christliche Archäologin

### Hamas
- Hamasaki, Ayumi (* 1978), japanische Pop-Musikerin
- Hamasaki, Kento (* 2007), japanischer Fußballspieler
- Hamasaki, Takuma (* 1993), japanischer Fußballspieler
- Hamasaki, Yoshimi (* 1974), japanischer Fußballspieler und -trainer
- Hamase, Motohiko (* 1952), japanischer Ambient- und Jazzmusiker
- Hamashima, Hirohide (* 1952), japanischer Reifentechniker
- Hamashita, Akira (* 1995), japanischer Fußballspieler
- Hamasyan, Tigran (* 1987), armenischer JazzpianistTigran Hamasyan (* 1987)

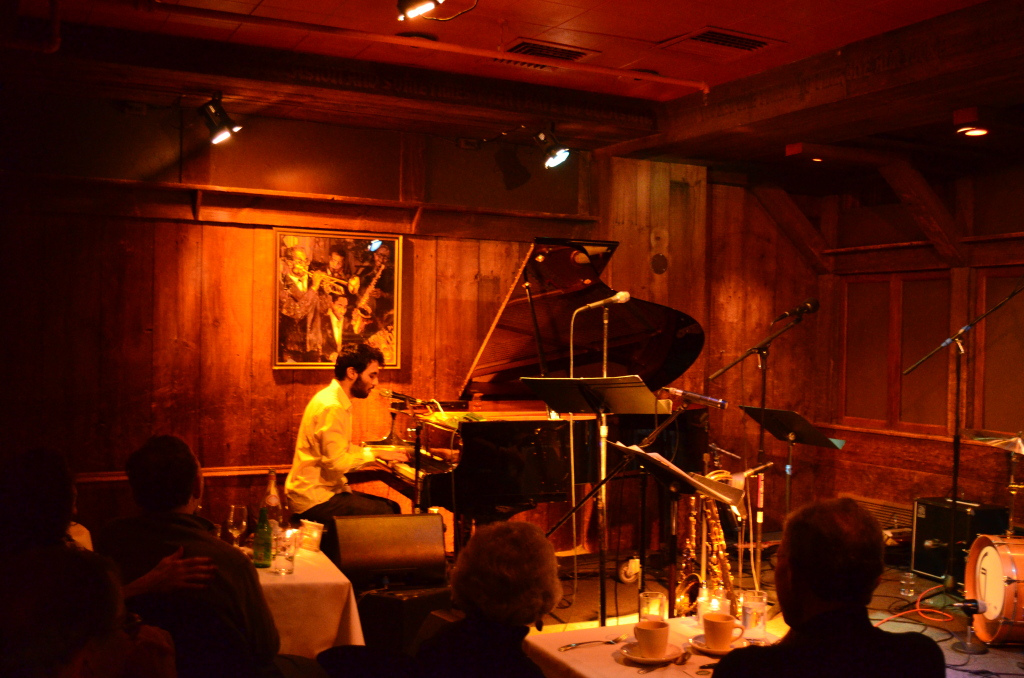
Tigran Hamasyan (* 1987)

### Hamat
- Hamato, Ibrahim (* 1973), ägyptischer Para-Tischtennisspieler

### Hamau
- Hamauzu, Masashi (* 1971), japanischer Musiker

### Hamaw
- Hamawi, Amin al- (* 2003), irakischer Fußballspieler

### Hamay
- Hamaya, Hiroshi (1915–1999), japanischer Fotograf
- Hamaya, Kimihiro (* 1963), japanischer Eisschnellläufer
- Hamayoshi, Masanori (* 1971), japanischer Fußballspieler und Trainer

### Hamaz
- Hamazaki, Masahiro (1940–2011), japanischer Fußballspieler